# 김선섭 (야구인)
김선섭(1973년 1월 16일 ~)은 대한민국의 전 야구 선수다. 아들은 2023년 KIA 타이거즈에 입단한 내야수 김재현이다.

## 출신 학교
- 광주제일고등학교
- 고려대학교

## 등번호
- 4 (1996-1998)
- 23 (2000)